# Window Maker
Window Maker，是X Window系統上一个自由及開放原始碼的窗口管理器，可讓圖形化應用軟體在類Unix作業系統上執行。它最最初设计用来模擬NeXT的圖形使用者介面，令其成為符合OpenStep相容环境，它可以運行於遊戲機PS2的Linux套件上。Window Maker 是GNU計劃的一部分。
Window Maker在每一个方面都力求对用户界面有很优雅的外观和感觉。快速、特性多、易配置、易使用，并且是免费的，它是由全世界的程序员贡献的。多年以来，Window Maker已经有了一个很稳定的用户界面，并配备了一个强大的GUI配置编辑器WPrefs，从而消除了人工编辑的需要。它支持运行诸如监视系统性能、电池使用、加载设备或者连接网络的日常任务。